# Eupithecia resarta
Eupithecia resarta là một loài bướm đêm trong họ Geometridae.